# Adolphe Bischoff
Adolphe Bischoff (Kortrijk, 1802 – Brussel, 1864) (ook soms Bisschoff geschreven), was een lid van het Belgisch Nationaal Congres.

## Levensloop
Bischoff was de zoon van Christian Bischoff en Albertina Gequière, die beschreven werd als het toonbeeld van de godvruchtige vrouw. Er was nauwe verwantschap met de familie Goethals. Ferdinand Goethals-Bischoff was de schoonbroer van Adolphe. Paul Goethals (1832-1901), aartsbisschop van Calcutta, was zijn neef en Paula Goethals, zijn nicht, trouwde met Henri Nolf, katholieke burgemeester van Kortrijk. Bischoff was ook verwant met generaal Jan Andries vander Mersch, de aanvoerder van de patriottische troepen in 1790.
Bischoff, beroepshalve handelaar, werd vanaf 1821 als logelid vermeld bij de Kortrijkse loge L'Amitié. In 1839 werd hij vermeld als lid van Les Amis Philanthropes in Brussel. In 1830 behoorde hij tot de Kortrijkse revolutionairen. Samen met een paar medestanders ging hij de Belgische driekleur aan de gevel van het stadhuis hangen, zeer tegen de zin van zijn logebroeder, de orangistische waarnemend burgemeester Armand Segers (1784-1864). Bischoff trok ook naar Brussel met een hoeveelheid geneesmiddelen die men in Kortrijk had ingezameld, ten behoeve van de opstandelingen in de hoofdstad.
In Kortrijk, waar hij al gemeenteraadslid was, werd hij eerste schepen (1830-1835), majoor van de Burgerwacht en commandant van de brandweer. In februari 1831 arresteerde hij Joseph Jaspin, zoon van zijn logebroeder Joseph Constantin Jaspin, die had meegedaan met de avonturier en samenzweerder Grégoire.
Op 5 november 1830 werd Bischoff verkozen tot plaatsvervangend lid van het Nationaal Congres. Vanaf 22 februari 1831 zetelde hij als effectief, na het ontslag van François Lesaffre. Bischoff kwam geen enkele keer tussen in de openbare zittingen. Hij nam deel aan twee cruciale stemmingen: enerzijds stemde hij voor Leopold van Saksen Coburg als staatshoofd, maar anderzijds stemde hij tegen de aanvaarding van het Verdrag der XVIII Artikelen.
In 1846 hoorde Bischoff bij de stichters van de Liberale Partij en stond bekend als een gematigd conservatief. Korte tijd daarna nam hij ontslag uit zijn Kortrijkse functies, onder meer uit die van gemeenteraadslid, en ging in Brussel wonen. Wat hij daar precies als activiteiten uitoefende is niet bekend. Bischoff bleef vrijgezel.